# روبرت ماکوویچ
روبرت ماکوویچ ( لهستانی: Robert Makłowicz؛ زادهٔ ۱۲ اوت ۱۹۶۳) روزنامه‌نگار، تاریخ‌نگار و شخصیت تلویزیونی ارمنی‌-اتریشی-مجاری-اوکراینی‌تبار اهل لهستان است. وی از سال ۱۹۹۳ میلادی تاکنون مشغول فعالیت بوده‌است.

## زندگی‌نامه
وی در ۱۲ اوت ۱۹۶۳ ‏در کراکوف به دنیا آمد و از دانشگاه یاگیلونیا فارغ‌التحصیل گشت. 